# Nógrádmegyer
Nógrádmegyer là một thị trấn thuộc hạt Nógrád, Hungary. Thị trấn này có diện tích 22,77 km², dân số năm 2010 là 1699 người, mật độ 75 người/km².